# Щетников, Андрей Иванович
Андре́й Ива́нович Ще́тников (род. 25 января 1963, Новосибирск) — российский историк науки, педагог; поэт, переводчик, издатель.

## Биография
Андрей Щетников родился 25 января 1963 года в Новосибирске.
В 1986 году окончил физический факультет НГУ.
С 1990 года — участник, консультант и организатор различных проектов в сфере инновационного и дополнительного образования школьников.
В 2000—2002 годах — главный редактор новосибирского литературного журнала «Кто zdes'?».
Основные научные интересы: теоретическая и прикладная эпистемология, история точных наук, история античной философии.
Переводчик ряда античных математических трактатов. Член редакционной коллегии журнала ΣΧΟΛΗ.
Инициатор образовательного проекта «Школа Пифагора», Новосибирского турнира математических боёв, Сибирского турнира юных физиков.
Автор экспериментальных учебников «Геометрия 7-11», «Высшая математика для юных физиков».
Участник проекта «GetAClass», в рамках которого занимается подготовкой учебных видеороликов по физике и математике.
Автор нескольких статей, посвящённых творчеству Велимира Хлебникова.
Переводит поэзию и художественную прозу со следующих языков:
- испанский (Пабло Неруда, Хорхе Луис Борхес, Рубен Мартинес Вильена, Хуан Рамон Хименес, Сесар Вальехо, Федерико Гарсиа Лорка, Эрнесто Карденаль);
- английский (Джон Китс, Джордж Гордон Байрон, Уолт Уитмен, Стивен Крейн, Уильям Карлос Уильямс, Уоллес Стивенс, Рэндалл Джаррелл, Фрэнк О’Хара, Гэри Снайдер, Джек Керуак, Аллен Гинзберг, Грегори Корсо, Чарльз Буковски, Лоуренс Ферлингетти);
- украинский (Юрий Андрухович, Сергей Жадан);
- польский (Адам Мицкевич, Чеслав Милош, Вислава Шимборская).

Основатель и руководитель издательской «Артели „Напрасный труд“», занимающейся выпуском малотиражных книг.